# Medal of Honor (datorspel, 2010)
Medal of Honor är en förstapersonsskjutare och är det trettonde spelet i serien Medal of Honor. Spelet är utvecklat av Danger Close, en utvecklingsgrupp inom EA Los Angeles som är ansvariga för spelets enspelarkampanj och DICE som är ansvariga för spelets multiplayerdel. Spelet släpptes till Microsoft Windows, Playstation 3 och Xbox 360 den 14 oktober 2010 i Europa. 
Till skillnad från de andra Medal of Honorspelen (som enbart utspelar sig under andra världskriget) utspelar sig detta spelet 2001–2002, under Afghanistankriget. Författaren Chris Ryan har även skrivit en bok om Medal of Honor som lanserades 2011.

## Gameplay
Speldesignen är tänkt att vara så realistiskt som möjligt, och inom detta syfte så har EA anställt flera konsulter från USA:s armé som ger skildringar om deras tjänst i Afghanistan. Bland målen i spelet finns att genomföra hemliga operationer, som att rädda gisslan, infiltrera hemliga terroristgömställen och att besegra Talibaner och Al-Qaedastyrkor. Spelet använder sig av två olika spelmotorer; Unreal Engine 3 för enspelarläget och Frostbite Engine för flerspelarläget.

### Kampanj
Enspelarkampanjen utspelar sig under år 2002 i det krigshärjade Afghanistan. Under spelets gång växlar spelaren mellan olika roller, bland annat som en DEVGRU-operatör, en prickskytt, en Ranger-soldat samt en AH-64 Apacheskytt.

### Multiplayer
Spelets multiplayerdel är utvecklad av DICE. Där kan spelaren välja mellan tre soldatklasser - gevärsskytt, kommandosoldat och prickskytt. Spelaren samlar erfarenhetspoäng under spelets gång och låser med dessa upp nya vapen och tillbehör, såsom kikarsikten och rökgranater.

## Soundtrack
Soundtracket till spelet har komponerats av Ramin Djawadi, som även gjort musik till filmen Iron Man.

## Kontrovers
Spelets onlineläge orsakade debatt och kritiserades bland annat av vissa politiker och soldater, eftersom spelaren kunde välja att spela som Taliban. Utvecklarna svarade med att spelet krävde det för att skapa realism. "De flesta av oss har gjort det här sedan vi var sju år gamla -- om någon ska vara polis, måste någon annan vara tjuv, någon måste vara pirat och någon måste vara utomjording", svarade Amanda Taggart, PR-ansvarig på EA. "I flerspelarläget i Medal of Honor, måste någon vara taliban. Storbritanniens försvarsminister Dr. Liam Fox kritiserade spelet innan det släpptes och hävdade att "det är chockerande att någon tror att det skulle vara acceptabelt att återskapa Talibanernas handlingar mot brittiska soldater". "I händerna på Talibanerna har barn förlorat föräldrar och fruar förlorat sina makar". "Det är svårt at tro att någon av våra medborgare skulle vilja köpa ett sådant o-brittiskt spel. Jag vädjar till detaljhandlare att visa sitt stöd för våra trupper genom att bannlysa denna smaklösa produkt."
Kanadas försvarsminister Peter MacKay har också kritiserat spelet och sagt att han "finner det fel att någon, speciellt barn, skulle vilja spela som Taliban" och att "Kanada och dess allierade har kämpat alltför länge i Afghanistan och att det inte är någon lek". Vissa danska krigsveteraner var förfärade över att spelet utspelar sig i Helmandprovinsen där danska trupper är stationerade. Danmarks försvarsminister Gitte Lillelund Bech ansåg att det var "smaklöst" och stödjer de danska veteraner som ogillar spelet. Dock sade hon att hon inte kommer att förespråka några rättsliga åtgärder mot spelet, utan att hon litar på de danska ungdomarnas förmåga att skilja mellan rätt och fel. Vissa grenar av den amerikanska militären, däribland flottan, armén och flygvapnet, har förbjudit alla butiker på alla amerikanska militärbaser över hela världen att sälja spelet. Dock är det fortfarande tillåtet för militär personal att köpa spelet utanför baserna och sedan spela. Orsaken ska enligt en talesperson för flottan vara att det är "av respekt för de tjänstgörande männen och kvinnorna och deras familjer." 
På grund av denna kritik togs ordet taliban bort från spelets flerspelarläge där spelarna fick gestalta Talibanerna. Ordet ersattes med termen "Opposing Force". Enspelarkampanjen och spelets gameplay i övrigt påverkades inte av förändringen. Trots dessa förändringar får spelet fortfarande inte säljas på amerikanska militärbaser. Den ansvarige för butikerna på militärbaserna, generalmajor Bruce Casella, sade att Av respekt för de som berörs av de pågående, verkliga händelserna, kommer butikerna på militärbaserna inte att tillhandahålla denna produkt. Han fortsatte med Jag förväntar mig att de militärfamiljer som tillåts handla i dessa butiker är medvetna och förstående om beslutet att inte sälja denna produkt.